# Luciano Araújo
Luciano Araújo (Valente), é um político brasileiro, filiado ao SD. Nas eleições de 2022, foi eleito deputado estadual pela BA.